# Дудко Віктор Іванович
Ві́ктор Іва́нович Дудко́ (12 грудня 1959, Городня — 4 червня 2015, Київ) — український літературознавець, текстолог, шевченкознавець. Дослідник історії української літератури і журналістики другої половини XIX — початку XX століття.

## Біографія
Народився 12 грудня 1959 року в місті Городня Чернігівської області в родині Івана Петровича Дудка — журналіста, краєзнавця. У 1982 році закінчив Київський університет імені Тараса Шевченка, факультет журналістики. У 1982—1985 роках працював кореспондентом обласної молодіжної газети Чернігова «Комсомольський гарт». Закінчив аспірантуру Інституту світової літератури імені О. М. Горького АН СРСР, (Москва, 1989). Захистив дисертацію за темою «Епістолярна спадщина українських письменників реалістів кінця XIX — початку XX століття у контексті українсько-російських літературних взаємозв'язків». З 1989 року до кінця життя працював в Інституті літератури ім. Т. Г. Шевченка НАН України.
Помер у Києві 4 червня 2015 року. Похований на Північному кладовищі (ділянка № 108-А, ряд 3, місце 13).

## Творчий доробок
Серед його наукових зацікавлень були різні аспекти літературного джерелознавства і текстології — дослідження тексту, цензурні питання, атрибуція авторства, публікація джерел і науковий коментар, поглиблене вивчення маловідомих постатей літературного процесу. Кожна його наукова праця — це, по суті, нове слово у досліджуване питання. Він автор понад 300 статей, присвячених Михайлу Коцюбинському, Павлу Грабовському, Борису Грінченку, Пантелеймону Кулішу, Якову Щоголеву, Леоніду Глібову, Павлу Чубинському, Марку Вовчку, Володимиру Самійленку, Лесі Українці, Івану Франку та багатьом іншим. Займався джерелознавчими дослідженнями літератури та журналістики другої половини XIX — початку XX століття. Виступав як публікатор і висококваліфікований коментатор, який умів аргументовано пояснити «темні місця» публікованих документів, їх контекстуальні зв'язки з відомими джерелами. Зокрема, він розшукав і вперше надрукував, супроводивши коментарями, чимало важливих матеріалів до історії української культури, що зберігаються в архівах України, Росії та США. («Неопублікований лист І. К. Карпенка-Карого», «До літературної біографії Митрофана Александровича», «Полтавська громада початку 1860-х рр. у листах Дмитра Пильчикова до Василя Білозерського», «Павло Чубинський і Літературний фонд (1863 р.)»; «Проспект невиданого збірника Товариства дослідників української історії, письменства та мови у Ленінграді», «Статті для журналу „Основа“ (1861 —1862)»). Він також запровадив до наукового обігу низку текстів українських літераторів та журналістів, здійснивши коментовані републікації із важкоприступних для дослідників періодичних видань («До вивчення ранньої театральної критики Івана Кочерги», «Оповідання П. А. Грабовського в газеті „Сибирский листок“», «М. М. Коцюбинський і критик І. В. Іванов», «Забуті публікації Леоніда Глібова у газеті „Черниговские губернские ведомости“», «Перше передплатне оголошення редакції журналу „Основа“» та ін.).
Віктор Дудко досліджував невивчені питання біографії Тараса Шевченка («Тарас Шевченко очима Григорія Милорадовича»; «Три шевченкознавчі нотатки» та інші), історії публікацій творів поета та їх сприйняття читачами («Доля автографа „Мар'яни-черниці“»; «Дві публікації журналу „Современник“ у шевченкознавчих дослідженнях»; «Хто підготував першу публікацію щоденника Тараса Шевченка» та інші).
Автор статей «Над листами Павла Грабовського. До проблеми коментування», «Оголошення про видання журналу „Основа“ у листуванні Т. Шевченка», «Обкладинки журналу „Основа“ (1861—1862): джерелознавчий аналіз», «Читаючи листи Леоніда Глібова до Олександра Кониського. Нотатки коментатора» та ін.
Віктор Дудко стояв біля джерел щорічника «Спадщина: Літературне джерелознавство. Текстологія», був постійним автором і редактором його, а також був одним з засновників щорічника «Відкритий архів», єдиного в Україні спеціалізованого видання з проблем формування й наукового освоєння джерельної бази історії української культури XIX—XX ст. Автор статей для «Української літературної енциклопедії», «Енциклопедії української діаспори», науковий консультант 6-томної «Шевченківської енциклопедії». Ряд досліджень В. І. Дудка надруковані за межами України — у наукових виданнях Білорусі, Польщі, Росії та США.
Його монографія «Тарас Шевченко: Джерелознавчі студії» (Київ, «Критика», 2014. — 411 с.) за кількістю нового матеріалу не має аналогів у шевченкознавстві, стала явищем науки і ввела дослідника до ряду «науковців унікальної ерудиції, спостережливості й таланту».
Найпомітніший внесок В. І. Дудка в науку — його студії, присвячені першому українському часопису в Російській імперії «Основа». Цю тему Віктор Дудко досліджував протягом всього життя (публікації висвітлюють всі аспекти історії часопису, його авторів, читацьку аудиторію, цензурні матеріали тощо). Це близько 50 статей, які ввійшли в золотий фонд українського літературознавства.
Батько Іван Петрович Дудко
Дружина 1) 1982—1990 Дудко (Зварич) Людмила Іванівна 2) 1990—2015 Супронюк Оксана Костянтинівна
Діти: Олександр, Юрій, Антон
3 квітня 2025 року, в книгарні «Сенс» (вул. Хрещатик, 34) відбулася презентація нової книжки видавництва «Критика» — видання джерелознавчих студій Віктора Дудка «“Основа” та її епоха». Подію організували видавництво «Критика» та Інститут Критики за сприяння Наукового товариства ім. Шевченка в Америці та Українського наукового інституту Гарвардського університету. В обговоренні книжки взяли участь: 
- Галина Бурлака (Інститут літератури ім. Шевченка НАН України)
- Ігор Гирич (Інститут української археографії і джерелознавства ім. Грушевського НАН України)
- Михайло Назаренко (Інститут філології КНУ ім. Шевченка)
- Оксана Супронюк (Інститут книгознавства Національної бібліотеки України ім. Вернадського)

Модерував дискусію Олесь Федорук (Інститут літератури ім. Шевченка НАН України). 
Відео презентації джерелознавчих студій Віктора Дудка «“Основа” та її епоха» доступне за покликанням: https://www.youtube.com/watch?v=uwTfCulNh_g&t=296s